# Ernée
Ernée – miejscowość i gmina we Francji, w regionie Kraj Loary, w departamencie Mayenne.
Według danych na rok 1990 gminę zamieszkiwały 6 052 osoby, a gęstość zaludnienia wynosiła 166 osób/km² (wśród 1504 gmin Kraju Loary Ernée plasuje się na 60. miejscu pod względem liczby ludności, natomiast pod względem powierzchni na miejscu 172.).